# ATP Taipei 1992
L'ATP Taipei 1992 è stato un torneo di tennis giocato sul sintetico indoor. È stata la 9ª edizione dell'ATP Taipei, che fa parte della categoria World Series nell'ambito dell'ATP Tour 1992. Il torneo si è giocato a Taipei in Taiwan, dal 19 al 25 ottobre 1992.

## Campioni

### Singolare maschile
Jim Grabb ha battuto in finale  Jamie Morgan con il punteggio di 6–3, 6–3

### Doppio maschile
John Fitzgerald /  Sandon Stolle hanno battuto in finale  Patrick Baur /  Christo van Rensburg con il punteggio di 7–6, 6–2